# Golden Globe Awards 1947
Die vierte Verleihung der Golden Globe Awards fand am 26. Februar 1947 im Hollywood Roosevelt Hotel in Los Angeles, Kalifornien statt.

## Preisträger

### Bester Film
Die besten Jahre unseres Lebens (The Best Years of Our Lives) – Regie: William Wyler

### Bester Film zur Förderung der Völkerverständigung
Die letzte Chance – Regie: Leopold Lindtberg

### Bester Regisseur
Frank Capra – Ist das Leben nicht schön? (It’s a Wonderful Life)

### Bester Hauptdarsteller
Gregory Peck – Die Wildnis ruft (The Yearling)

### Beste Hauptdarstellerin
Rosalind Russell – Schwester Kenny (Sister Kenny)

### Bester Nebendarsteller
Clifton Webb – Auf Messers Schneide (The Razor’s Edge)

### Beste Nebendarstellerin
Anne Baxter – Auf Messers Schneide (The Razor’s Edge)

### Special Achievement Award
Harold Russell – Die besten Jahre unseres Lebens (The Best Years of Our Lives)